# 短玉黍螺
短玉黍螺（学名：Littoraria brevicula），是中腹足目玉黍螺科Littoraria属的一种。主要分布于韩国、中国大陆、台湾，常栖息在潮间带岩礁。